# کمیلا بل
کمیلا بل روث (به انگلیسی: Camilla Belle Routh) (زادهٔ ۲ اکتبر ۱۹۸۶)، بازیگر آمریکایی است. او در فیلم‌هایی همچون تصنیف جک و رز، وقتی غریبه‌ای زنگ می‌زند، ۱۰۰۰۰ سال پیش از میلاد و فشار ایفای نقش کرده‌است.

## زندگی

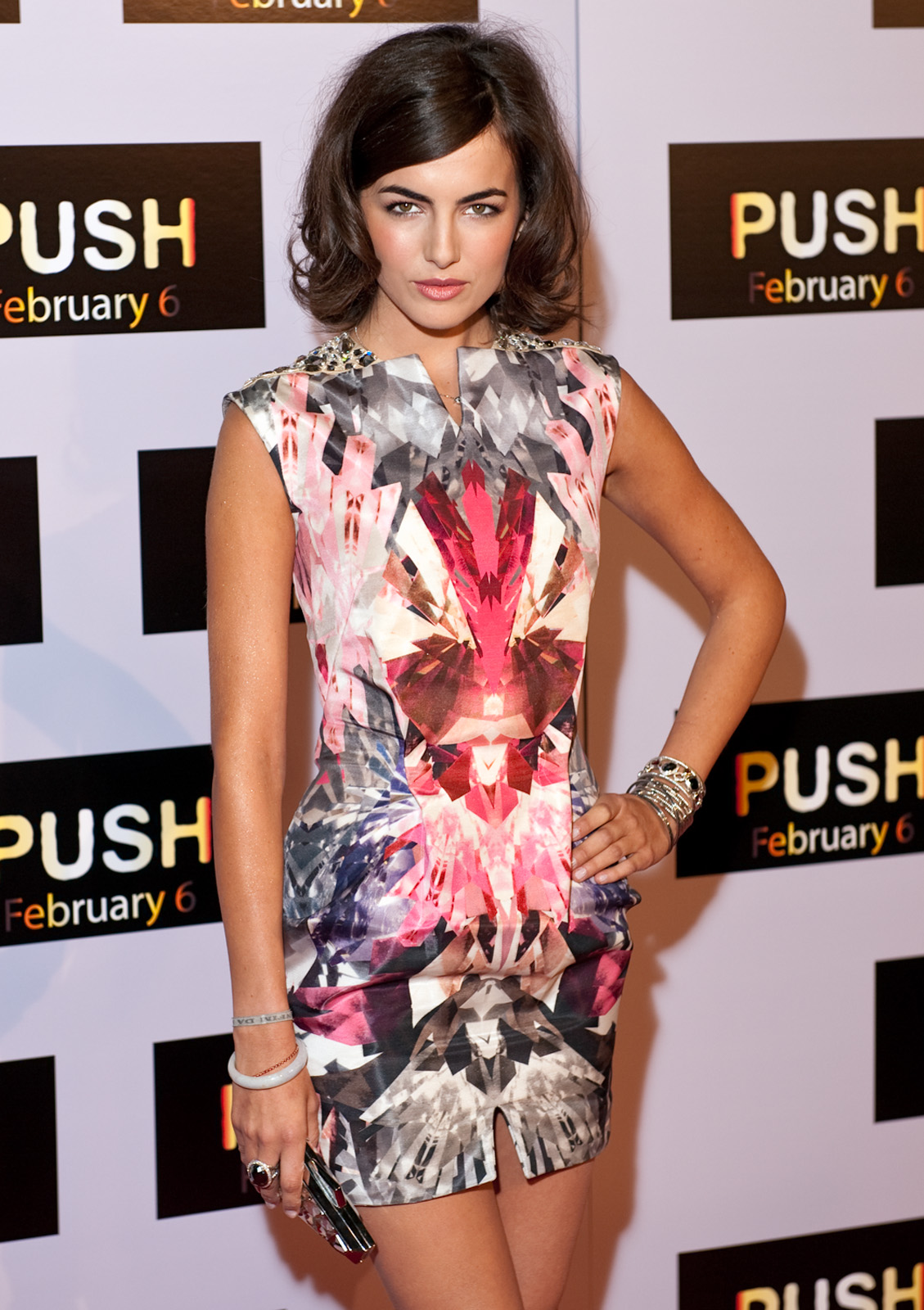
کامیلا بل راث در نقش اوولت در فیلم ۱۰٬۰۰۰ سال پیش از میلاد

بل با نام تولد کمیلا بل روث در لس آنجلس کالیفرنیا به دنیا آمد. مادرش کریستینا متولد برزیل و طراح مد و پدرش جک وسلی روث آمریکایی و مالک یک شرکت ساختمانی و آهنگساز بود. بل در یک خانواده کاتولیک متشدد بزرگ شد. وی مسلط بر زبان‌های پرتغالی و اسپانیایی است.
بل بازیگری خود را در هفت سالگی با نقش‌های کوچک آغاز کرد. وی پس از بازی در چند نقش کوچک در سال ۱۹۹۸ در فیلم میهن‌پرست با استیون سیگال همبازی شد. پس از ان توانست در فیلم‌های راز اندس، دختران چاک و بازگشت به باغ مخفی به عنوان نقش اصلی ظاهر گردد. وی پس از چند سال دوری از سینما در سال ۲۰۰۵ دوباره پا به عرصه هنر گذاشت و توانست در فیلم‌های مطرح زیادی نقش‌آفرینی کند.

## گزیده فیلم‌شناسی
- یک شاهدخت کوچک - (۱۹۹۵)
- پیچک سمی ۲: لیلی - (۱۹۹۶)
- جهان گمشده: پارک ژوراسیک - (۱۹۹۷)
- جادوی عملی - (۱۹۹۸)
- میهن‌پرست (فیلم۱۹۹۸)
- راز اندس - (۱۹۹۹)
- سیرک نامرئی (۲۰۰۱)
- بازگشت به باغ مخفی - (۲۰۰۱)
- تصنیف جک و رز - (۲۰۰۵)
- آرام - (۲۰۰۵)
- شادی در دوزهای کم - (۲۰۰۵)
- هنگامی که یک غریبه تماس می‌گیرد (۲۰۰۶)
- ۱۰۰۰۰ سال پیش از میلاد - (۲۰۰۸)
- فشار - (۲۰۰۹)
- جدا شدن (۲۰۱۱)
- جاده باز- (۲۰۱۲)
- دیابلو (۲۰۱۵)